# Ngọc Oanh
Ngọc Oanh tên đầy đủ là Nguyễn Ngọc Oanh (sinh năm 1988 tại Thái Nguyên) là một siêu mẫu người Việt Nam. Cô đoạt giải bạc Siêu mẫu Việt Nam 2011 và giải ba Siêu mẫu Quốc tế năm 2012.

## Tiểu sử
- Ngọc Oanh bước chân vào nghề mẫu năm 2008 và tham gia tại công ty Venus miền bắc.[4][5][6][7]
- Năm 2011, cô vào Sài Gòn và tham gia ngành thời trang và được giới chuyên môn đánh giá cao.
- Trong quá trình hoạt động, cô đã đoạt hai giải thưởng là giải bạc Siêu mẫu Việt Nam 2011 và giải ba Siêu mẫu Quốc tế năm 2012.
- Năm 2012, cô rẽ hướng sang hoạt động diễn viên và đóng vai siêu mẫu trong bộ phim đầu tay "Siêu sĩ, ca mẫu, nhà con học và khoa chó".[8]
- Năm 2013, cô tham gia gameshow Cặp đôi hoàn hảo cùng nam ca sĩ Nathan Lee và dừng chân ở top 4 chung cuộc.
- Hiện Ngọc Oanh đã giải nghệ và kinh doanh.

## Giải thưởng
- Giải bạc Siêu mẫu Việt Nam 2011[9]
- Giải ba Siêu mẫu Quốc tế 2012[10][11]